# Homalomena palawanensis
Homalomena palawanensis är en kallaväxtart som beskrevs av Adolf Engler. Homalomena palawanensis ingår i släktet Homalomena och familjen kallaväxter. Inga underarter finns listade.